# Begonia adenopoda
Begonia adenopoda es una especie de planta de la familia Begoniaceae. Esta begonia es originaria de Birmania. La especie pertenece a la sección Lauchea; fue descrita en 1857 por el botánico francés Charles Lemaire (1800-1871). El epíteto específico es adenopoda que significa «pie enano».

## Sinonimia
- Begonia verticillata Hook. (ilegítimo)
- Lauchea verticillata Klotzsch[3]